# Цзян Ихуа
Цзян Ихуа́ (кит. трад. 江宜樺, пиньинь Jiāng Yíhuà; род. 18 ноября 1960) — китайский политик, премьер-министр Китайской республики (Тайвань) (2013—2014), член партии Гоминьдан.

## Биография
Цзян Ихуа родился 18 ноября 1960 года в портовом городе Цзилун на острове Тайвань. Закончил Национальный университет Тайваня и Йельский университет (США) по разделу политологии. После возвращения на Тайвань работал преподавателем в Национальном Тайваньском университетe на должности профессора политологии.
Осенью 2009 года был назначен на должность министра в правительстве Китайской Республики У Дуньи, а 6 февраля 2012 года — на должность первого вице-премьера при премьер-министре Чэнь Чуне. В феврале 2013 года президент Китайской Республики Ма Инцзю назначил, а парламент утвердил Цзян Ихуа в должности премьер-министра страны.
В декабре следующего года ушёл в отставку с поста главы правительства.

## Первый вице-премьер
Цзян был назначен, чтобы стать вице-премьером по 6 февраля 2012 года. При этом, он должен был уйти в отставку с должности профессора в NTU.

### Иммиграционная политика
В июле 2012 года Цзян сказал, что Исполнительный Юань рассматривает политику иммиграции и народонаселения в целях привлечения иностранных талантов, повышения человеческого капитала и повышения конкурентоспособности Тайваня. Он добавил, что политика, проводимая различными министерствами, будет интегрирована таким образом, чтобы это изменение регулирования не сильно повлияло на текущую местную занятость.